# Agrilus spinamajor
Agrilus spinamajor es una especie de insecto del género Agrilus, familia Buprestidae, orden Coleoptera.
Fue descrita científicamente por Chevrolat, 1838.